# Termo (Grècia)
Termo (en grec: Θέρμο Thermo) és un municipi i una petita població d'Etòlia, a Grècia. El 2011 el municipi tenia una població de 8.242 habitants; la comunitat local en tenia 1.959 i el poble 1.716. Està situada a 20 km a l'est del llac Triconida (Τριχωνίδα), a la costa nord del golf de Patres, en la unitat perifèrica d'Etòlia-Acarnània.

## Història
El lloc, que té aigües de gran qualitat, constituïa un lloc de pas per al bestiar, i hi hagué un assentament des del període hel·làdic mitjà i els primers moments de la civilització micènica, al voltant del 1600 aC. En aquesta època es troben les restes de deu cases entre els quals hi havia la residència d'un príncep local. En la part final del període micènic, al segle xii aC, n'apareix un nou estil en la ceràmica, més pobra, però la seua presència mostra que el lloc continuà habitat i no s'hi aprecien signes d'una destrucció violenta, a diferència d'altres llocs de la civilització micènica. Potser a principis del segle XI aC s'hi alçà l'edifici conegut com a mègaron B, que es considera un lloc de culte heroic, com mostren les restes dels períodes protogeomètric i geomètric, fins a una nova destrucció que degué ocórrer cap a finals del segle IX aC o potser una mica més tard. En el període entre aquesta destrucció i la construcció dels temples arcaics hi continuà existint un lloc de culte, encara que aquest es limitava a un altar.

### Antic santuari d'Apol·lo
S'hi han identificat les ruïnes d'un santuari religiós, amb tres temples (dos d'ells en honor d'Apol·lo i un tal vegada en honor d'Àrtemis) construïts al segle vii aC. El santuari estava envoltat de murs fortificats des del segle IV aC. Dues fonts del període hel·lenístic encara donen aigua de gran qualitat en l'actualitat. El santuari també contenia un buleuteri, tres estoes i una àgora. És possible que en el període hel·lenístic hi hagués també un recinte consagrat a Hèlios, Nice i Asclepi. Entre les nombroses restes materials trobades, hi ha un trofeu que commemorava una victòria dels etolis sobre els gàlates l'any 279 aC.
L'assentament i el conjunt religiós, anomenat Termos aleshores, són citats per Polibi, en la Segona Guerra macedònica, com a centre sagrat dels etolis, on es reunia l'assemblea de la Lliga Etòlia i se'n triava els magistrats. Fou arrasat pel rei Filip V de Macedònia en dues ocasions (els anys 218 i 206 aC).
Les primeres excavacions arqueològiques de les restes antigues, les feu George Soteriadis de 1897 a 1909; entre 1912 i 1932 les prosseguí Konstantinos Rhomaios i a partir de 1983 s'hi han realitzat noves campanyes dirigides per Ioannes A. Papapostolou.